# فیات ۵۱۵
فیات ۵۱۵ (Fiat 515) خودرویی است که در سال‌های ۱۹۳۱ تا ۱۹۳۵تولید شده‌است.
طراحی آن خودروهای موتور جلو-محور عقب بوده وزن آن در حالت طبیعی ۱٬۱۵۰ کیلوگرم (۲٬۵۴۰ پوند) است.
موتور آن ۱۴۳۸ سی‌سی سیستم جعبه‌دندهٔ آن ۴ دنده به صورت دستی است.